# 西日本学生軟式野球選抜大会
西日本学生軟式野球選抜大会（にしにほんがくせいなんしきやきゅうせんばつたいかい）とは、全日本学生軟式野球連盟に所属する連盟のうち西日本地域に属する4連盟(関西・広島六・西日本・九州)の秋季リーグ上位校による大学軟式野球大会。参加各連盟の持ち回り主管で行われる。

## 概要
旧来の全日本学生軟式野球連盟が全日本学生軟式野球連盟と全日本大学軟式野球連盟に分裂したことで、西日本大会も同様に西日本学生軟式野球選抜大会と西日本大学軟式野球選手権大会に分裂した。分裂前の歴代大会は、双方の連盟で共有することになっている。参加チームは各リーグ共に上位2チームが出場する。

## 歴代優勝・準優勝校
- 1984年　第1回　優勝：同志社大学　準優勝：京都産業大学
- 1985年　第2回　優勝：同志社大学　準優勝：京都産業大学
- 1986年　第3回　優勝：同志社大学　準優勝：広島大学
- 1987年　第4回　優勝：大阪学院大学　準優勝：京都産業大学
- 1988年　第5回　優勝：同志社大学　準優勝：福山大学
- 1989年　第6回　優勝：同志社大学　準優勝：関西大学
- 1990年　第7回　優勝：佛教大学　準優勝：広島経済大学
- 1991年　第8回　優勝：徳山大学　準優勝：京都産業大学
- 1992年　第9回　優勝：神戸学院大学　準優勝：京都産業大学
- 1993年　第10回　優勝：広島経済大学　準優勝：岡山商科大学　※分裂開催開始
- 1994年　第11回　優勝：徳山大学　準優勝：福山大学
- 1995年　第12回　優勝：福山大学　準優勝：広島経済大学
- 1996年　第13回　優勝：岡山商科大学　準優勝：宮崎産業大学
- 1997年　第14回　優勝：福山大学　準優勝：広島工業大学
- 1998年　第15回　優勝：名古屋商科大学　準優勝：徳山大学
- 1999年　第16回　優勝：広島工業大学　準優勝：九州大学
- 2000年　第17回　優勝：岡山商科大学　準優勝：広島工業大学
- 2001年　第18回　優勝：広島工業大学　準優勝：北九州市立大学
- 2002年　第19回　優勝：広島県立大学　準優勝：岡山商科大学
- 2003年　第20回　優勝：福山大学　準優勝：広島国際学院大学
- 2004年　第21回　優勝：川崎医療福祉大学　準優勝：東亜大学
- 2005年　第22回　優勝：徳山大学　準優勝：北九州市立大学
- 2006年　第23回　優勝：広島工業大学　準優勝：国際医療福祉大学
- 2007年　第24回　優勝：九州国際大学　準優勝：西九州大学
- 2008年　第25回　優勝：川崎医療福祉大学　準優勝：松山大学
- 2009年　第26回　優勝：川崎医療福祉大学　準優勝：広島工業大学